# Thorigny-sur-le-Mignon
Thorigny-sur-le-Mignon korábbi község Franciaországban, Deux-Sèvres megyében. Lakosainak száma 95 fő (2018. január 1.). Thorigny-sur-le-Mignon Dœuil-sur-le-Mignon, Prissé-la-Charrière, Priaires és Usseau községekkel határos.
2019. január 1-jén Priaires és Usseau korábbi községgel egyesült és az így létrejött Val-du-Mignon új község része lett.

## Népesség
A település népessége az elmúlt években az alábbi módon változott:
| Lakosok száma | 97   | 105  | 107  | 100  | 95   |
|               | 2013 | 2015 | 2016 | 2017 | 2018 |